# Elitserien i volleyboll för damer 2018/2019

Elitserien i volleyboll för damer 2018/2019  vanns av Engelholms VS. 

## Tabell
RIG Falköping (som repressenterar riksidrottsgymnasiet i Falköping), spelade enbart hemmamatcher (övriga lag spelade alltså 9 hemmamatcher och 10 bortamatcher)
| Pos | Lag                    | M  | V  | F  | P  | SV | SF | SK    | BV   | BF   | BK    | Kvalificering |
| --- | ---------------------- | -- | -- | -- | -- | -- | -- | ----- | ---- | ---- | ----- | ------------- |
| 1   | Engelholms VS          | 19 | 19 | 0  | 55 | 57 | 7  | 8,143 | 1564 | 1098 | 1,424 | Slutspel      |
| 2   | Örebro Volley          | 19 | 14 | 5  | 44 | 49 | 18 | 2,722 | 1576 | 1282 | 1,229 | Slutspel      |
| 3   | Hylte/Halmstad VBK     | 19 | 13 | 6  | 39 | 44 | 25 | 1,760 | 1531 | 1400 | 1,094 | Slutspel      |
| 4   | Lindesbergs VBK        | 19 | 11 | 8  | 35 | 38 | 26 | 1,462 | 1442 | 1326 | 1,087 | Slutspel      |
| 5   | Gislaveds VBK          | 19 | 11 | 8  | 31 | 38 | 32 | 1,188 | 1526 | 1521 | 1,003 | Slutspel      |
| 6   | Sollentuna VK          | 19 | 11 | 8  | 31 | 37 | 32 | 1,156 | 1502 | 1458 | 1,030 | Slutspel      |
| 7   | Linköpings VC          | 19 | 10 | 9  | 31 | 39 | 36 | 1,083 | 1576 | 1589 | 0,992 | Slutspel      |
| 8   | RIG Falköping          | 10 | 5  | 5  | 15 | 16 | 17 | 0,941 | 717  | 744  | 0,964 |               |
| 9   | Svedala Volley         | 19 | 3  | 16 | 11 | 17 | 51 | 0,333 | 1327 | 1608 | 0,825 | Slutspel      |
| 10  | Lunds VK               | 19 | 2  | 17 | 6  | 11 | 54 | 0,204 | 1181 | 1560 | 0,757 | Kval          |
| 11  | Degerfors Volley Orion | 19 | 1  | 18 | 2  | 8  | 56 | 0,143 | 1184 | 1540 | 0,769 | Kval          |

## Slutspel
|  | Kvartsfinaler och återkval | Kvartsfinaler och återkval |                     |   | Semifinaler         | Semifinaler         |  |  | Final | Final |
|  |                            |                            |                     |   |                     |                     |  |  |       |       |
|  | 17, 20 och 24 mars         |                            |                     |   |                     |                     |  |  |       |       |
|  |                            |                            |                     |   |                     |                     |  |  |       |       |
|  | Engelholms VS              | 3                          |                     |   |                     |                     |  |  |       |       |
|  | Engelholms VS              | 3                          | 7, 10 och 14 april  |   |                     |                     |  |  |       |       |
|  | Hylte/Halmstad VBK         | 0                          |                     |   |                     |                     |  |  |       |       |
|  | Hylte/Halmstad VBK         | 0                          | Engelholms VS       | 3 |                     |                     |  |  |       |       |
|  | 31 mars och 3 april*       |                            | Engelholms VS       | 3 |                     |                     |  |  |       |       |
|  |                            | Lindesbergs VBK            | 0                   |   |                     |                     |  |  |       |       |
|  | Lindesbergs VBK            | Lindesbergs VBK            | 0                   | 2 |                     |                     |  |  |       |       |
|  | Lindesbergs VBK            |                            | 22, 24 och 28 april | 2 |                     |                     |  |  |       |       |
|  | Sollentuna VK              | 0                          |                     |   |                     |                     |  |  |       |       |
|  | Sollentuna VK              | 0                          | Engelholms VS       | 3 |                     |                     |  |  |       |       |
|  | 16, 20 och 23 mars         |                            | Engelholms VS       | 3 |                     |                     |  |  |       |       |
|  |                            | Örebro Volley              | 0                   |   |                     |                     |  |  |       |       |
|  | Örebro Volley              | Örebro Volley              | 0                   | 3 |                     |                     |  |  |       |       |
|  | Örebro Volley              | 7, 10, 13 och 17 april     |                     | 3 |                     |                     |  |  |       |       |
|  | Lindesbergs VBK            | 0                          |                     |   |                     |                     |  |  |       |       |
|  | Lindesbergs VBK            | 0                          | Örebro Volley       | 3 |                     |                     |  |  |       |       |
|  | 31 mars och 3 april*       |                            | Örebro Volley       | 3 |                     |                     |  |  |       |       |
|  |                            | Hylte/Halmstad VBK         | 1                   |   | Match om tredjepris | Match om tredjepris |  |  |       |       |
|  | Hylte/Halmstad VBK         | Hylte/Halmstad VBK         | 1                   | 2 | Match om tredjepris | Match om tredjepris |  |  |       |       |
|  | Hylte/Halmstad VBK         |                            | 24 och 28 april     | 2 |                     |                     |  |  |       |       |
|  | Gislaveds VBK              | 0                          |                     |   |                     |                     |  |  |       |       |
|  | Gislaveds VBK              | 0                          | Hylte/Halmstad VBK  | 2 |                     |                     |  |  |       |       |
|  |                            |                            |                     |   |                     |                     |  |  |       |       |
|  | Lindesbergs VBK            | 0                          |                     |   |                     |                     |  |  |       |       |
|  | Lindesbergs VBK            | 0                          |                     |   |                     |                     |  |  |       |       |

- Hela slutspelet är tämligen komplext med flera återkval.[2]. Ovan visas enbart de tre sista mötena som en potentiell vinnare skulle behöva spela (lag 5-8 av de deltagande lagen har spelat fler matcher än vad som visas). Förfarandet med återkval är också orsaken att Hylte/Halmstad VBK och Lindesbergs VBK förekommer två gånger under 'Kvartsfinaler och återkval' (matcherna markerade med asterisk är återkval).
- Slutspelet spelas i bäst av 5 matcher, förutom återkvalen och match om tredjepris
- RIG Falköping deltog inte i slutspelet

## Kval
Värnamo Volley och Degerfors Volley Orion kvalificerade sig för spel i Elitserien kommande säsong. Degerfors valde dock att 31 juli 2019 dra sig ur Elitserien. Deras plats i Elitserien togs därför av Lunds VK, som hamnat på platsen efter. Degerfors spelade istället följande säsong i Division 1
| Pos | Lag                    | M | V | F | P  | SV | SF | SK    | BV  | BF  | BK    | Kvalificering |
| --- | ---------------------- | - | - | - | -- | -- | -- | ----- | --- | --- | ----- | ------------- |
| 1   | Värnamo Volley         | 4 | 3 | 1 | 10 | 11 | 4  | 2,750 | 349 | 305 | 1,144 | Elitserien    |
| 2   | Degerfors Volley Orion | 4 | 3 | 1 | 9  | 10 | 5  | 2,000 | 340 | 316 | 1,076 | Division 1    |
| 3   | Lunds VK               | 4 | 3 | 1 | 8  | 10 | 5  | 2,000 | 339 | 310 | 1,094 | Elitserien    |
| 4   | IKSU                   | 4 | 1 | 3 | 3  | 4  | 9  | 0,444 | 281 | 281 | 1,000 | Division 1    |
| 5   | Stockholms Vingar      | 4 | 0 | 4 | 0  | 0  | 12 | 0,000 | 209 | 306 | 0,683 | Division 1    |

## Fotnoter
1. 1 2 3  ”SM-slutspel Damer 2018/19”. Svenska Volleybollförbundet. https://svbf-web.dataproject.com/CompetitionMatches.aspx?ID=130&PID=191. Läst 5 maj 2022.
2. ↑  Elitserien Volleyboll: Om Elitserien
3. ↑  Degerfors Volley Orion (31 juli 2019): Pressrelease - Degerfors drar sig ur elitserien
4. ↑  Elitserien Volleyboll (2 augusti 2019): Degerfors lämnar Elitserien, Lund kliver upp